# Otterslebener Zeitung
Die Otterslebener Zeitung war eine Zeitung in Ottersleben (heute in Magdeburg) von  1899 bis 1941.

## Geschichte
Die Gründung der Zeitung erfolgte durch den Buchdrucker und Papierwarenhändler Alois Schwab vermutlich im Jahr 1899. Mit diesem Jahr begann die Jahrgangszählung. In einem Artikel der Zeitung vom 31. Oktober 1922 wird das Gründungsjahr jedoch mit 1897 angegeben. Die Druckerei saß zunächst in der Breiten Straße 26 (heute Alt-Ottersleben) und wurde später in die Bäckerstraße 1a (heutige Backhausstraße) verlegt. Schwab leitete die Redaktion und sorgte auch für Druck und Vermarktung. Die dienstags, donnerstags und sonnabends erscheinende Zeitung diente auch für die amtlichen Bekanntmachungen der Gemeinden Benneckenbeck, Groß Ottersleben, Klein Ottersleben und Lemsdorf. 
1920 übernahm Richard Schwab, Sohn des Gründers, die Führung der Zeitung. Alois Schwab blieb zwar als Redakteur tätig, verstarb jedoch bereits am 5. Februar 1920 im Alter von 51 Jahren. Durch die schwierigen Bedingungen während der Inflation geriet die Zeitung in finanzielle Schwierigkeiten, so dass Richard Schwab die Zeitung 1922 verkaufte. 
Ab November 1922 gehörte das Blatt dem Herausgeber des Wanzleber Kreisblatts Wölfer. In den bisherigen Räumen des Verlags sollte eine Inseratannahmestelle bleiben, die Produktion der Zeitung wurde jedoch aus Ottersleben verlegt. Die Dauer der Tätigkeit des Herrn Wölfer ist unbekannt. Zumindest wurde die Zeitung bereits 1927 dann durch den aus Sudenburg stammenden Kohlenhändler Fritz Wienecke herausgegeben, der in Magdeburg-Buckau eine Kohlenhandlung betrieb, die in Ottersleben in der heutigen Richard-Dembny-Straße 5 über eine Niederlassung verfügte. Wienecke besaß in der Kirchstraße 5 in Ottersleben auch eine Buchdruckerei. Von hier aus erschien nun die Otterslebener Zeitung. Die Redaktion und Herstellung erfolgte durch den Schriftsetzer und Buchdruckermeister Paul Magnus, der bereits unter Alois Schwab für die Zeitung tätig war. Das Erscheinungsbild und das dreimalige Erscheinen pro Woche blieb unverändert. Die Zeitung erschien jeweils gegen 17.00 Uhr und war nun das amtliche Blatt der Landgemeinde Groß Ottersleben, zu der Benneckenbeck und Klein Ottersleben eingemeindet worden waren. Lemsdorf gehörte bereits seit 1910 zu Magdeburg. Mit der Sonnabendsausgabe wurde auch die Beilage Das Bunte Blatt verteilt.
Inhaltlich übernahm die sich als Heimatzeitung verstehende Otterslebener Zeitung Meldungen von Nachrichtenagenturen und berichtete selbst über lokale Ereignisse im Erscheinungsgebiet. 1928 gab es in Ottersleben den Versuch mit der Rundschau für Groß Ottersleben und den Kreis Wanzleben eine weitere Heimatzeitung in Konkurrenz zur Otterslebener Zeitung zu etablieren, was jedoch scheiterte.
Mit Beginn des Zweiten Weltkrieges ergaben sich Personal- und Materialprobleme. Die Rohstoffe zur Zeitungsherstellung wurden knapp und Mitarbeiter waren zum Kriegsdienst eingezogen. Am 29. Mai 1941 erschien die letzte Ausgabe. 
Das Inventar wurde zum Teil an die Zeitung Der Mitteldeutsche veräußert, die für einige Zeit auch noch die Räumlichkeiten als Lager und Geschäftsstelle nutzte. Die Druckmaschine wurde in das sächsische Pulsnitz gebracht. Am Gebäude Kirchstraße 5 war noch zumindest bis Ende der 1990er Jahre der Schriftzug Otterslebener Zeitung zu lesen.
Ein komplettes Archiv der Otterslebener Zeitung ist nicht bekannt. Im Stadtarchiv Magdeburg sind die Ausgaben von 1931 bis 1940 vorhanden. Die Universitäts- und Landesbibliothek Sachsen-Anhalt in Halle verfügt mit Lücken über Ausgaben von 1899 bis 1932. Einzelne Exemplare befinden sich im Privatbesitz.